# ريو غا غوتوكو كينزان!
ريو غا غوتوكو كينزان! (باليابانية: 龍が如く 見参!)، هي لعبة إلكترونية من نوع أكشن مغامرات، أنتجتها شركة سيجا عام 2008م.

## وصلة خارجية
- الموقع الرسمي